# Fabienne Winckel
Fabienne Winckel (Nijvel, 14 december 1975) is een Belgische politica voor de PS.

## Levensloop
Winckel werd in 1997 regentes Frans en geschiedenis aan de Haute École Roi Baudouin en in 2003 licentiaat in de psycho-pedagogie aan de Université de Mons-Hainaut. Ze specialiseerde zich in de effectiviteit van digitale leeromgevingen. Beroepshalve werd ze onderzoekster aan de Université de Mons-Hainaut.
Van 2005 tot 2008 werkte ze als attaché op de cel Onderwijs van het kabinet van Marie Arena en Marc Tarabella, toenmalige ministers in de Franse Gemeenschapsregering. Ze beheerde meer specifiek het domein "cyberclasse" en ICT in het onderwijs. Van 2008 tot 2010 werkte ze als kabinetschef voor Laurent Devin, burgemeester van Binche.
Ze is woonachtig in Zinnik, waar ze in 2012 werd verkozen tot gemeenteraadslid en eerder van 2011 tot 2012 OCMW-raadslid was. Van december 2012 tot december 2017 was ze er schepen van Economische Zaken, Jeugd, Sport en Communicatie en sinds december 2017 is ze er burgemeester. 
Bij de Europese verkiezingen van juni 2009 behaalde ze als vierde opvolger 24.753 voorkeurstemmen. In juni 2010 werd Fabienne Winckel met 28.033 stemmen verkozen in de Senaat, waar ze zetelde tot in 2014. In mei 2014 werd ze verkozen in de Kamer van volksvertegenwoordigers voor de kieskring Henegouwen met 8.899 voorkeurstemmen. Ze bleef zetelen tot aan de verkiezingen van mei 2019 en was toen geen kandidaat meer, om zich te wijden aan het burgemeesterschap. Bij de Europese verkiezingen van juni 2024 werd ze eerste opvolger voor de PS.
Sinds juni 2019 is Winckel lid van de raad van bestuur van IDEA, de intercommunale voor economische ontwikkeling en ruimtelijke ordening in Bergen.